# ویلا فورد
آماندا لی ویلفورد با اسم هنری ویلا فورد (انگلیسی: Willa Ford؛ زادهٔ ۲۲ ژانویه ۱۹۸۱) بازیگر، مجری، رقصنده حرفه‌ای پاپ، موسیقی‌دان، ترانه‌سرا، خواننده و مانکن آمریکایی است که در سالهای اخیر به چهره‌ای تلویزیونی تبدیل شده‌است.
وی با عریان شدن در شمارهٔ ماه مارس ۲۰۰۶ مجله پلی‌بوی به شهرت مضاعفی دست یافت.